# Alatoz
Alatoz – gmina w Hiszpanii, w prowincji Albacete, w Kastylii-La Mancha, o powierzchni 63,86 km². W 2011 roku gmina liczyła 599 mieszkańców.